# 사라페로스 데 살티요
사라페로스 데 살티요(몬클로바 스틸러스)는 멕시코 살티요의 프로 야구 팀이다. 홈구장은 에스타디오 드 베이스볼 프란시스코 마데로이다.

## 야구단 정보
| 투수   | 16 오스카르 칼데론 · 53 라울 카리요 · 40 앤젤 카스트로 · -- 알페르도 카우디요 · 49 후안 케로스 · 2 라파엘 디아스 · 34 세실리오 가리바디 · 51 알레한드로 가리도 · 31 애밀카 가시오라 · 54 다니엘 게레로 · 35 이르빙 히메네스 · --훌리오 히메네스 · 19 호세 로페즈 크루스 · 36 토마스 멜가레소· 11 마리오 멘도사 · 75 호세 메르세데스 · 25 마테오 몬사르딘 · 60 레오나르도 무뇨스 · 20 에프레인 네바레스 · 26 엑토르 로드리게스 · 10 미겔 루비오 · 31 알도 살리나스 |
| 포수   | 57 조나단 아세베스 · 28 노에 무뇨스 |
| 내야수 | 45 카를로스 알바레스 · 1 호세 아마도르 · 22 에르난도 아레돈도 · 24 호세 카스타네다 · 42 레후히오 세르반테스 구이초 · 43 트레비스 가르시아 · 79 카를로스 에두아르도 곤살레스 · 48 라이언 멀헌 · 13 호세 로드리게스 · 4 이스마엘 살라스 |
| 외야수 | 43 프랑키 부사니 · 32 헤수스 코타 · 14 호세 베르나르도 로페스 · 25 카를로스 페누에라스 |